# 燕叶青藓
燕叶青藓（学名：Brachythecium pinnatum）为真藓科青藓属下的一个种。